# Maria Pia de Borbó-Dues Sicílies
Maria de Gràcia Pia de Borbó-Dues Sicílies (Gaeta, 2 d'agost de 1849 - Biarritz, 29 de setembre de 1882) va ser una princesa de les Dues Sicílies de la casa de Borbó i duquessa consort de Parma.

## Orígens familiars
Va néixer el dia 2 d'agost de 1849 a Gaeta, filla del rei Ferran II de les Dues Sicílies i de l'arxiduquessa Maria Teresa d'Àustria. Era neta per via paterna del rei Francesc I de les Dues Sicílies i de la infanta Maria Isabel d'Espanya i per via paterna ho era de l'arxiduc Carles Lluís d'Àustria i de la princesa Enriqueta de Nassau-Weilburg.
Fou germana d'Alfons de Borbó-Dues Sicílies, Maria de l'Anunciació de Borbó-Dues Sicílies, Gaietà de Borbó-Dues Sicílies i Lluïsa de Borbó-Dues Sicílies.

## Exili i matrimoni
L'any 1861 hagué de marxar de Nàpols a conseqüència de la invasió garibaldina i piemontesa del Regne de les Dues Sicílies i la posterior incorporació al Regne d'Itàlia.
Es va allotjar a Roma al costat del papa Pius IX, el seu padrí.
Per influència del papa, va contraure matrimoni el 5 d'abril de 1869 amb el duc Robert I de Parma, fill del duc Carles III de Parma i de la princesa Lluïsa de França i es trobava a l'exili romà a conseqüència de l'ocupació del ducat parmesà des de l'any 1859 per les tropes piemonteses.
Pel seu matrimoni va esdevenir infanta d'Espanya. La parella va estar residint a diferents llocs d'Europa com Roma, Canes, Wartegg, Pau o Biarritz, a causa de la unificació italiana, i la princesa es dedicà sobretot a la vida materna.
La parella tingué dotze fills:
- Maria Lluïsa (Roma, 1870 - Sofia, 1899), casada amb Ferran I de Bulgària.

- Ferran (Bolzano, 1871 - Canes, 1872).

- Lluïsa (Canes, 1872 - Brunnsee, Àustria, 1943).

- Enric de Parma (Castell Wartegg, 1873 - Pianore, 1939).

- Maria Immaculada (Castell Wartegg, 1874 - Pianore, 1914.

- Josep de Parma (Biarritz, 1875 - Pianore, 1950).

- Maria Teresa (Biarritz, 1876 - Brunnsee, 1959).

- Maria Pia (Biarritz, 1877 i morta al Castell Wartegg el 1915.

- Elies de Parma (Biarritz, 1880 - Friedberg, 1959).

- Anastàsia (Biarritz, 1881 - 1881).

- August (Biarritz, 1882 - 1882).

## Mort
Maria Pia morí a Biarritz el dia 29 de setembre de 1882.